# Kościół w Moczyłach
Kościół w Moczyłach – średniowieczny kościół gotycki, który znajdował się w Moczyłach w gminie Kołbaskowo, w powiecie polickim. Uszkodzony podczas II wojny światowej, zachowane ruiny wpisano do rejestru zabytków.

## Historia
Kościół został wzniesiony w 2. połowie XIII wieku. Podczas II wojny światowej został uszkodzony. Po jej zakończeniu niezagospodarowany popadł w ruinę. Do czasów współczesnych przetrwało prawe ościeże ostrołukowego portalu ze śladami polichromii w elewacji południowej, trzy okna o półkolistym wykroju w elewacji wschodniej, trzy polichromowane zacheuszki na ścianie wschodniej oraz portal o łuku odcinkowym w fasadzie zachodniej.

## Architektura
Była to budowla salowa na planie prostokąta o wymiarach 12,4 na 6,9 m, pozbawiona wieży i bez wyodrębnionego prezbiterium, murowana z kamieni granitowych i cegły. Wnętrze nakryte było drewnianym stropem. W XVII wieku dokonano przebudowy kościoła, dobudowując wówczas przy południowej elewacji drewnianą dzwonnicę. Na dzwonnicy zawieszono dwa dzwony, odlane przez szczecińskiego ludwisarza Roloffa Classena w 1603 i 1617 roku. W skład wyposażenia kościoła wchodziły: srebrny, pozłacany kielich z 1705 roku oraz trzy kielichy cynowe, a także misa chrzcielna z blachy miedzianej o średnicy 47 cm z 1728 roku, ozdobiona wizerunkiem krzyża i motywem z liliami.